# دانیل بیتس
دانیل بیتس انسان‌شناس آمریکایی، استاد ممتاز کالج هانتر و سردبیر مجله بوم‌شناسی انسان است.

## آثار
- انسان‌شناسی فرهنگی، فرد پلاگ، دانیل بیتس، محسن ثلاثی (مترجم)، تهران: علمی، ۱۳۸۶